# Martin (Dakota Północna)
Martin – miasto w Stanach Zjednoczonych, w stanie Dakota Północna, w hrabstwie Sheridan.